# ホンダテクニカルカレッジ関東
 ホンダテクニカルカレッジ関東（ホンダテクニカルカレッジかんとう）は、学校法人ホンダ学園が運営する埼玉県ふじみ野市にある二輪四輪開発者や自動車整備士を育成する学校。

## 所在地
- 〒356-8567 埼玉県ふじみ野市鶴ヶ岡5-2-2

## 沿革
- 1976年2月 - 埼玉県知事より、「ホンダインターナショナルテクニカルスクール」として各種学校設立認可
- 1986年4月 - 専門課程 情報処理科新設
- 1992年4月 - 情報処理科に情報システムコースと工業技術コース開設
- 1993年1月 - 1号館完成
- 1993年4月 - 自動車整備科定員を320名に増員
- 1994年4月 - 情報処理科を情報システム科に名称変更
- 1995年4月 - 情報工学科新設
- 1995年12月 - 経営研究科認可
- 2003年4月 - 経営研究科を2年制の一級整備士課程に改編・情報システム科と情報工学科をシステム工学科に統合
- 2005年4月 - 経営研究科を一級自動車整備研究科に改名
- 2006年4月 - 校名をホンダテクニカルカレッジ関東と変更・一級自動車整備研究科を4年課程に改編
- 2008年4月 - システム工学科を自動車開発エンジニア科に改名・国際自動車整備科を新設
- 2017年2月 - 一級自動車整備研究科・国際自動車整備科・自動車整備科、職業専門実践課程として認定される
- 2018年4月 - 自動車開発エンジニア科を廃止 一級自動車整備研究科を一級自動車研究開発学科に科名変更し、3年次のコース選択制
- 2019年4月 - 国際自動車整備科の募集を停止 一級自動車研究開発学科の3年次コース選択する（一級自動車整備士コース、開発・設計工学コース、海外インターンシップコース）

## 設置学科
- 一級自動車研究開発学科 （4年制 - 3・4年次選択コース）

　    一級自動車整備士コース
　    開発・設計工学コース
　    海外インターンシップコース
- 自動車整備科 （2年制）

## 特徴
メーカー系の自動車学校としては唯一直営であり、教職員は本田技研工業（株）の従業員で構成されている。創設者は本田宗一郎であり、初代校長として実際に教壇に立っていたこともある。本田技研工業（株）、Honda系企業への就職を強みとしている。
海外インターンシップコースでは、海外のHondaディラーで9ヶ月間働くという期間を設けており、グローバル企業が運営する特徴がみられる。

## 姉妹校
- ホンダテクニカルカレッジ関西